# تود أشلي
تود أشلي (بالإنجليزية: Tod Ashley)‏ هو مغني وكاتب أغاني أمريكي، ولد في 30 نوفمبر 1965.

## وصلات خارجية
- تود أشلي على موقع ميوزك برينز (الإنجليزية)
- تود أشلي على موقع أول ميوزيك (الإنجليزية)
- تود أشلي على موقع ديسكوغز (الإنجليزية)